# Ospedale di Sant'Antonio Abate (Montevarchi)
L'ospedale di Sant' Antonio Abate era un'antica struttura ricettiva e ospedaliera di Montevarchi.

## Storia
L'ospedale sorgeva in località ancora oggi detta Spedaluzzo vicino a un torrente, lo Spedaluzzo, che aveva dato alla struttura il nomignolo di "al Renacciolo" per le sabbie lasciate tutte attorno dalle piene del borriciattolo.
L'edificio, che dava riparo a viandanti e pellegrini sorpresi dalla sera in località  Giglio, stava a circa mezzo miglio dalle mura cittadine sulla via Fiorentina ed era localizzato sul lato destro della strada, andando in direzione Firenze, in quella che una volta era chiamata "casa Vasari".
Le prime notizie relative alla struttura risalgono al 1465 quando viene menzionato come appartenente alla Compagnia di santa Maria del pellegrinaggio che in quell'anno ne aveva nominato rettore Piero di Cecco di Leonardo. Il 2 settembre 1543 ne era invece spedalingo Giovanni di Antonio Menchi ma nel 1551 l'ospedale non figurava più tra i beni della Compagnia del pellegrinaggio quando questa venne sciolta per andare a costituire, insieme ad altre due confraternite, il Monte Pio.

Si trovano alcuni riferimenti dell'ospedale anche nelle annotazioni pastorali dei vescovi di Fiesole: Cosimo della Gherardesca che per lettera nel 1634 ordinò che venisse immediatamente restaurato, Lorenzo della Robbia che lo visitò il 15 aprile 1635, e Roberto Strozzi che lo ispezionò il 24 ottobre 1646 e il 28 maggio 1654. Ricompare poi sotto la dicitura "podere di spedaluzzo" in un manoscritto del Comune di Montevarchi datato 1734 e intitolato "Piante de' Beni dell'Eredità di Ser Andrea Bartoli annessa al Venerabil Monastero delle Monache di Santa Maria del Latte in Montevarchi". Ma, anche in questo caso, il testamento del 1599 di Andrea Bartoli, che lasciò tutti i suoi beni alle monache, dell'ospedale non ne fa menzione.
Certo è che venne soppresso il 23 settembre 1741 con un motu proprio del Granduca Francesco Stefano di Lorena anche se venne definitivamente liquidato solo dieci anni dopo con i decreti granducali del 4 e 10 settembre 1751. L'immobile rimase comunque di proprietà delle monache e fu venduto a privati solo nel 1787 a seguito cioè della soppressione del monastero, avvenuta nel 1785, e della conseguente alienazione dei patrimoni di manomorta. Tuttavia i nuovi proprietari, forse proprio i Vasari, non ebbero il coraggio di cancellare l'enorme affresco goticheggiante che raffigurava Sant' Antonio seduto e che campeggiava sulla facciata esterna sotto un porticato. L'affresco era ancora visibile alla fine del Settecento come anche confermato dal preposto della collegiata Prospero Gasparo Conti che si occupò della liquidazione dell'ospedale: «si vedono ancora sotto un loggiato tre figure dipinte alla gotica sulle quali S. Antonio Abate a sedere, e tutte e tre grandi fuori dell'ordinario le quali fra poco non si conosceranno per essere quasi del tutto scalcinate».

## La cappellania
Annessa all'ospedale era anche una chiesetta detta prima "Santa Maria del Pellegrinaggio" perché appartenente alla omonima compagnia e che poi, allo scioglimento della compagnia avvenuto nel 1549, passò ad essere chiamata Santa Maria di Renacciolo. Il piccolo oratorio, dal 1581, fu annesso alla collegiata di San Lorenzo e affidato a un canonico del capitolo collegiale.
Fu poi con decreto vescovile del 23 settembre 1689 che Santa Maria di Renacciolo passò, per competenza parrocchiale, sotto la chiesa di Santa Maria al Giglio che la affiliò all'altare della sua cappella laterale destra dedicata alla Natività di Maria. Per mantenere il rettore delle due cappelle venne allora istituita una rendita accorpando una serie di proprietà fondiarie contigue all'ospedale e che ancora oggi portano il toponimo di "La Cappella". Il piccolo oratorio venne sconsacrato il 13 gennaio 1787 con decreto del vescovo Ranieri Mancini ma, come si evince dalla cronotassi dei rettori, le rendite della cappella continuarono ad essere erogate almeno fino a metà dell'Ottocento e forse anche oltre.

### Cronotassi dei rettori
- Piero di Cecco di Leonardo (1465)

...
- Sacconi Angelo (1745)

....
- Sacconi Anton Lorenzo (1795)

....
- Bandinelli Giuseppe (1798)

....
- Celembrini Piero (1856)